# Czumbel Lajos
Dr. Czumbel Lajos (Szaniszló, 1891. augusztus 12. – Szatmárnémeti, 1967. február 26.) az egyesített Szatmár–Nagyváradi római katolikus egyházmegye ordináriusa, teológiai egyetemi tanár, a filozófia doktora, kanonok.

## Pályafutása
1909-ben érettségizett Szatmárnémetiben, majd papneveldébe került. Tanulmányait 1915-ben megszakította a világháború miatt. Ez év májusában szentelték pappá Szatmárnémetiben. Később Innsbruckban folytatta tanulmányait. 1916-ban teológiai doktorátust szerzett.
Hazatérve Mezőpetriben és Nagybányán volt káplán. 1917-től teológiai egyetemi tanár volt Szatmárnémetiben a püspöki papnevelő intézetben, majd tanulmányi felügyelő. 1918 és 1926 között főgimnáziumi tanár, 1931 és 1941 között Felsőbánya plébánosa. 1937-től Nagyváradon kanonok is (1941-ig), a Magyar Párt vezéralakja, az Erdélyi Katolikus Akadémia tagja. 1941-től Máramarosszigeten plébános. 1942-től a székesegyház kanonokja, 1943 és 1951 között plébánosa, címzetes apát. Miután bezárták a szemináriumot, részt vett a Titkos Szeminárium és Theológia megszervezésében. 1945-ben letartóztatták néhány hónapra.
Az 1948-ban újra összevont szatmár–nagyváradi egyházmegye püspökének, annak akadályoztatása miatt szükséghelyettese, majd 1950-től titkos ordinárius, a száműzetésbe vetett Scheffler János helyett vezette az egyházmegyét.
1951-ben letartóztatták. Három évig a hírhedt máramarosszigeti-felsőbányai börtönökben őrizték, aztán magánzárkába került és megjárta a jilavai megsemmisítő börtönt (itt halt meg Scheffler János vértanú-püspök is) és a bărăgani puszta Bumbacar börtöntelepét is. 1956 február 8-án szabadult, és újra átvette Szvoboda Ferenctől az egyházmegye vezetését, amit haláláig megtartott.

## Művei
- Éljen a munka. Szatmárnémeti, 1919[2]
- Kell-e nekünk a szociáldemokrácia? Uo., 1919
- Román nyelvtan gyakorlatokkal és olvasmányokkal. Kolozsvár, 1921
- Katholikus hitvédelem. Uo., 1923
- Katholikus erkölcstan. Uo., 1923
- A kereszt útján. Nagyböjti elmélkedések. Szatmárnémeti, 1926. (2. kiad. Bp., 1927)
- Spirago, Franz: Felnőttek katekizmusa. Erkölcstan. A X. ném. kiad. után ford., átd. és s.a.r. Uo, 1928
- Betlehem. Karácsonyi pásztorjáték. Uo., 1928
- A tökéletes élet. Írta Tanquerey Adolphe. Ford. Paris-Roma, 1932
- Május kirnője. Elmélkedések Szűz Máriáról. Ford. Nagybánya, 1934
- A Katolikus lexikon számára német és francia szakirodalmat fordított.
- Szerkesztette (1918. január. 31 és szeptember 12. között) a Szatmári Hírlapot, 1929-30 között a Katholikus Élet munkatársa, 1931. január és december között főszerkesztője is.